# Marco Tamburini

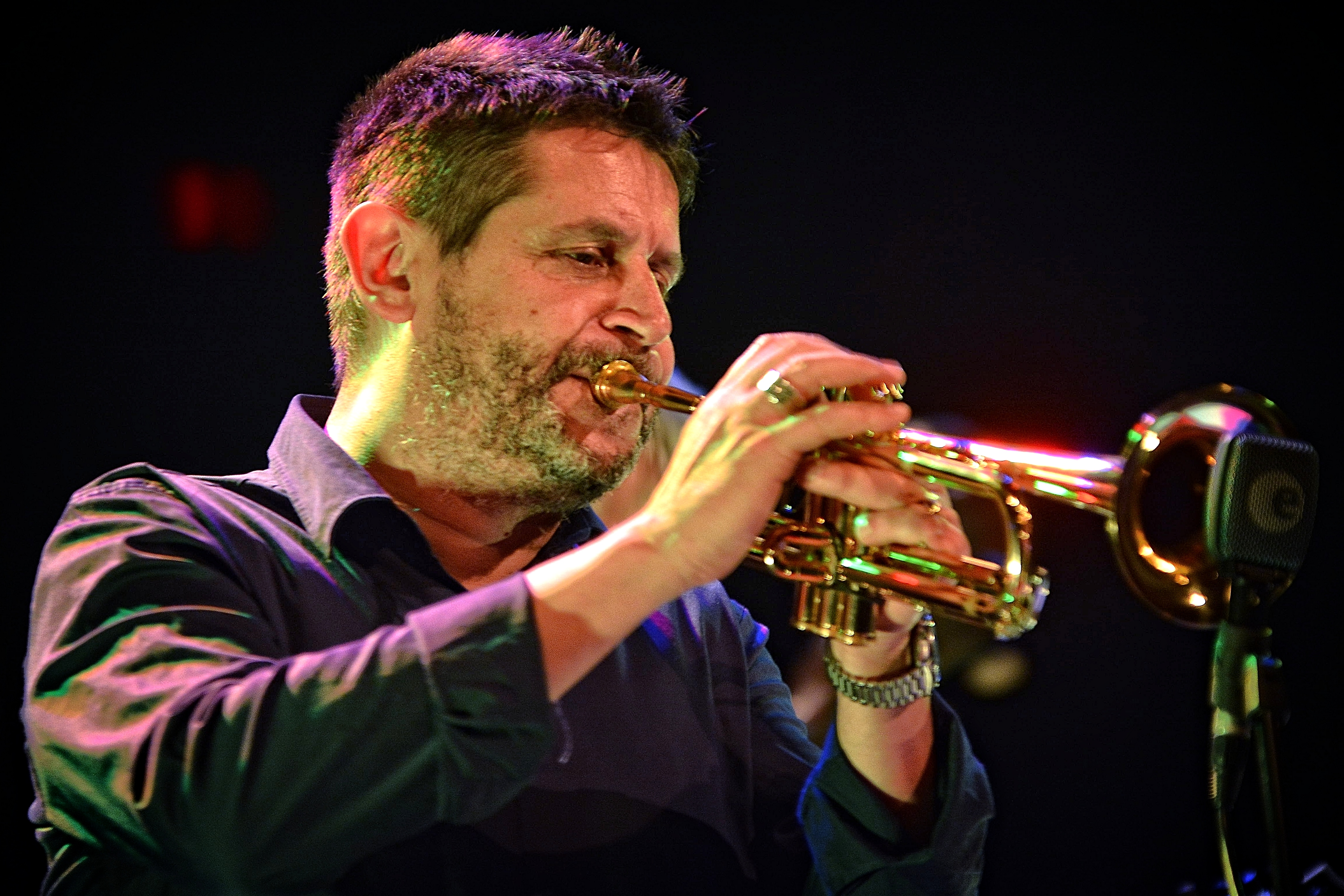
Marco Tamburini in 2015

Marco Tamburini (Cesena, 30 mei 1959 – Bologna, 29 mei 2015) was een Italiaanse jazz-trompettist, bugelist en componist.
Tamburini werkte vanaf de jaren tachtig in de Italiaanse jazzscene. Hij speelde onder meer met Guido Manusardi, Phil Woods, Claudio Fasoli. Stefano Bollani, Jimmy Cobb, de Mingus Big Band, Kevin Hays, Joe Lovano, Steve Lacy en (in 2013) Jasper Blom. In 1991 verscheen zijn debuutalbum "Thinking of You", waaraan Marcello Tonolo (piano), Piero Leveratto (bas) en Alfred Kramer (drums) meespeelden. Met Tonolo speelde hij vaker samen, zo maakte hij met hem in 2007 het album, "Amigavel".
Tumbirini speelde in de groepen The Boparazzi, Keptorchestra, Collettivo Soleluna, Grande Orchestra Nazionale di Jazz, Italian Trumpet Summit en Lydian Sound Orchestra. Daarnaast had hij eigen groepen. Zo had hij een kwartet waarmee hij in 2014/2015 een hommage bracht aan Chet Baker. In de jaren negentig leidde hij een jeugdorkest.
Volgens Tom Lord's jazzdiscografie nam hij in de periode 1987-2013 aan 61 opnamesessies in de jazz deel. Hij speelde mee op albums van bijvoorbeeld Mario Raja en Bebo Ferra. Hij werkte ook als sessiemuzikant in de popmuziek. Zo is hij te horen op platen van Double Dee, Lonnie Gordon, Marco Masini, Adriano Celentano, Jovanotti en Francesco Renga. Ook stond hij op het podium met Luciano Pavarotti.
In 2001 nam hij met pianist Stefano Bollani een plaat met moderne klassieke composities op.
Marco Tamburini was professor 'trompet' aan het conservatorium van Rovigo.
Marco Tamburini overleed aan de gevolgen van een motorongeluk.

## Discografie (selectie)
- Trip of Emotion (met o.a. Slide Hampton), Neljazz/Ermitage, 1996
- Two Days in New York (met o.a. Gary Bartz, Marcello Tonolo, Ray Drummond en Billy Hart, CALIGOLA, 2000
- Feather Touch, Splasc(H), 2001
- The Trumpet in the XX Century (met Stefano Bollani, Fabula Classica, 2001
- Amigavel (met Marcello Tonolo), CALIGOLA, 2007
- Isole, Emarcy, 2008